# Royals
"Royals" é uma canção gravada pela cantora e compositora neozelandesa Lorde contida em seu extended play (EP) The Love Club (2013) e em seu primeiro álbum de estúdio, Pure Heroine (2013). A composição foi realizada pela própria musicista com o auxílio de Joel Little, o qual também ficou a cargo da produção desta e das demais faixas de ambos os trabalhos. Escrita em meados de 2012, as inspirações para a faixa foram variadas, sendo uma delas as canções que a artista escutara à época. Estas faziam demasiadas referências a objetos de luxo e à valorização da beleza, o que não agradava à jovem. Lorde, então, decidiu escrever uma faixa sobre o seu descontentamento para com tais canções e, com o auxílio de Little, concluiu a obra e diversas outras no Golden Age Studios, em Auckland, na Nova Zelândia, as quais foram reunidas em seu EP de estreia e disponibilizadas gratuitamente em 2012 em sua conta no SoundCloud. Devido ao elevado número de downloads realizados nesse meio período, "Royals" foi retirado da plataforma e foi oficialmente lançado em 8 de março de 2013 em território neozelandês, servindo como o single de estreia de Lorde.
Em termos musicais, "Royals" é uma canção pop minimalista, com influências de estilos eletrônico, chillwave, darkwave e grime, e apresenta batidas programadas que ecoam. Liricamente, a faixa critica os artistas pop contemporâneos, por ostentarem em suas canções um estilo de vida luxuoso, que não representa a realidade dos ouvintes. O tema foi recebido com aclamação pelos críticos musicais, os quais elogiaram a sua instrumentação, letra e produção e enfatizaram a entrega vocal da intérprete. Consequentemente, foi eleito um dos melhores lançamentos do ano por publicações como Rolling Stone e Slant Magazine e recebeu nomeações a várias premiações ao redor do mundo, inclusive ao Grammy Awards de 2014, onde conquistou dois troféus, entre eles o de "Canção do Ano". Entretanto, parte de suas letras foi centro de controvérsia entre críticos, que a acusaram de racismo.
Comercialmente, "Royals" obteve um êxito inesperado. Culminou nas tabelas musicais de 45 países, como o Canadá, a Itália e a Irlanda, e alcançou a liderança na Nova Zelândia e no Reino Unido em sua primeira semana de vendas. Neste último, ao estrear no topo da UK Singles Chart, consagrou Lorde, então com dezesseis anos, como a mais jovem artista a alcançar a façanha desde Billie Piper, em 1998. Conquistou o mesmo feito nos Estados Unidos, onde, ao alcançar a liderança da Billboard Hot 100, converteu-a na mais jovem cantora a realizar a proeza  desde Tiffany, em 1987. Nesta, o single permaneceu por nove semanas consecutivas no primeiro lugar e estabeleceu-se como o lançamento de uma artista feminina com o maior número de edições no ápice em 2013. Além disso, fez de Lorde a primeira mulher a liderar a Alternative Songs em dezessete anos. "Royals" foi a quinta faixa mais vendida em 2013 nos Estados Unidos, com mais de 4,4 milhões de cópias, e a segunda na Nova Zelândia, sendo em ambos os países a mais comprada de uma artista feminina. Até 2014, havia vendido mais de dez milhões de cópias em âmbito global, tornando-se um dos singles mais bem-sucedidos do mundo.
Foram lançados dois vídeos musicais relativos à canção. Dirigidos por Joel Kefali, ambos retratam a vida de quatro rapazes em um dia comum e consiste em cenas deles a realizar ações de cotidiano. O primeiro, com duração superior a quatro minutos, foi lançado em 12 de maio de 2013 no YouTube; entretanto, devido à ausência excessiva da intérprete, um segundo foi editado e inclui cenas em que Lorde executa o tema. Este, voltado para o público estadunidense e com duração de pouco mais de três minutos, foi enviado à plataforma Vevo um mês mais tarde. Como forma de divulgação, Lorde apresentou a canção em diversos programas televisivos, festivais e premiações, como o The Ellen DeGeneres Show, o iHeartRadio e o BRIT Awards de 2014. Além disso, foi regravado por artistas como Selena Gomez e Jason Derulo e recebeu diversos remixes.

## Desenvolvimento

### Antecedentes
Em 2009, Lorde, nome artístico de Ella Yelich-O'Connor, participou de um show de talentos da escola em que estudava em Auckland, onde se apresentou com um cover de "Warwick Avenue" (2008), da musicista britânica Duffy. A intérprete, que na época tinha doze anos de idade, teve o vídeo de sua performance filmado pelo pai de um amigo dela. A fita com a gravação acabou por parar nas mãos de Scott Maclachlan, um agente musical que posteriormente conseguiu um contrato para Yelich-O'Connor com a gravadora Universal Music da Nova Zelândia, para o lançamento de seu primeiro álbum de estúdio. Após gravar algumas canções em estúdio, ela liberou gratuitamente em sua conta no SoundCloud o EP The Love Club, que chegou a registrar mais de sessenta mil downloads feitos pelos seus admiradores. Foi neste EP em que o público pôde ouvir "Royals" oficialmente pela primeira vez, assim como outros trabalhos da jovem artista. Mais tarde, The Love Club ficou disponível para compra na iTunes Store, loja virtual da Apple, de diversos países, chegando a atingir a segunda posição na lista dos discos mais vendidos em território neozelandês.
Antes de iniciar sua carreira musical, Yelich-O'Connor possuía grande fascínio pela realeza, especialmente por líderes como Maria Antonieta, Luís XVI de França e o último czar russo, Nicolau II da Rússia. Por conta de sua admiração por estes monarcas, a cantora decidiu utilizar como nome artístico Lorde, que é um título nobiliárquico implementado pelos ingleses. Essa sua apreciação pela nobreza viria a influenciar posteriormente a elaboração de "Royals".
| “ | Eu definitivamente sou uma observadora nas situações sociais. Eu gosto de ouvir e compreender o que está sendo dito e o que está acontecendo. | ” |

### Influências e composição
"Royals" foi escrita pela própria Lorde ao lado de Joel Little. Este último, além de ter ficado encarregado da produção da faixa, trabalhou com a cantora em todas as outras músicas de The Love Club. A composição da obra ocorreu em uma semana durante as férias escolares da artista, onde nesse mesmo período, mais duas músicas de seu EP também foram elaboradas. Foram várias as inspirações para a escrita de "Royals". Uma delas veio após a intérprete ver uma imagem no National Geographic Channel. Naquele momento, ela teve a ideia de compor uma melodia sobre a luxúria presente na vida de músicos pop. A foto, que despertou nela este interesse, mostrava George Brett, um jogador de baseball, autografando uma bola, e usando uma camisa onde estava estampado a palavra 'Royals'. Segundo a própria, foi este evento que inspirou o título. Outro fato que a influenciou na composição de "Royals" foi a paixão da intérprete pela aristocracia. Numa entrevista para o VH1, ela falou sobre este sentimento: "Obviamente, eu tive esse fascínio pela aristocracia em toda a minha vida. Sabe, os reis e as rainhas de 500 anos atrás... eles eram como estrelas do rock. Se houvesse TMZ naquela época, eles iriam falar sobre Henrique VIII de Inglaterra e Maria Antonieta e todos aqueles povos [da nobreza]".
Ainda segundo Lorde, outra inspiração para "Royals" foram as músicas que ela estava ouvindo durante a composição da canção. "Quando escrevi 'Royals', estava escutando bastante rap, mas também muitas faixas de Lana Del Rey, até porque ela é, obviamente, muito influenciada pelo gênero hip hop, mas ao perceber todas aquelas referências para bebidas caras, roupas bonitas e belos carros, pensei 'Isso é muito opulento, mas também é uma bobagem". Além de Del Rey, a intérprete também revelou que escutara à época o álbum Watch the Throne (2011), uma colaboração entre os rappers Kanye West e Jay-Z, e os trabalhos de ASAP Rocky. Entretanto, a artista percebeu que aquelas canções fazem demasiadas referências a estilos de vida luxuosos, que não representavam a sua realidade e não a agradavam e, de acordo com a própria, foi o motivo pelo qual ela escreveu a canção: "É sobre toda essa opulência ridícula e fantasiosa que está em todo lugar [no mercado musical]. Lana Del Rey está sempre cantando sobre estar nos Hamptons, ou dirigir sua Bugatti Veyron, ou quaisquer coisas desse tipo, e, naquele momento, eu e os meus amigos estávamos em uma festa preocupados com o modo como iríamos para casa, porque não podíamos pagar um táxi. Essa é a nossa realidade. Se eu escrever sobre qualquer outra coisa, eu não estarei falando a verdade".
A cantora começou a elaborar os versos da faixa ainda na sua casa e esse processo durou trinta minutos. Quando esteve no estúdio de gravação, ela mostrou as letras que havia composto para o produtor Joel Little, que lhe disse, "Sim, isso é bem legal". Posteriormente, os dois concluíram "Royals" bem como mais outras duas canções do EP The Love Club em uma semana. Enquanto Little ficava encarregado da produção, a artista focava-se na composição dos temas, nos quais ela escrevia um pouco a cada dia.

## Lançamento
Primeiramente, "Royals" foi disponibilizada por Lorde de forma gratuita em seu perfil na plataforma SoundCloud, em novembro de 2012, juntamente com The Love Club, um EP que contém outras quatro faixas escritas pela própria. A cantora comentou sobre a decisão de liberar o trabalho dizendo: "Eu quis disponibilizar o EP gratuitamente porque somos [ela e os seus amigos] adolescentes, e não temos um cartão de crédito. Eu pensei, 'Quem tem um cartão de crédito aos dezesseis anos?'. Simplesmente achei que as pessoas com a minha idade apreciá-lo-iam". Entretanto, a reação do público e da mídia quanto ao trabalho foi imediata na Internet e, em dezembro do mesmo ano, "Royals" foi transmitida pela primeira vez em uma estação radiofônica neozelandesa, por meio da George FM. O tema foi retirado de circulação após registrar um número elevado de downloads e, em 8 de março de 2013, foi enviado às lojas virtuais da Nova Zelândia e da Austrália. Jason Flom, presidente da gravadora Lava Records, no entanto, havia escutado a obra ainda na plataforma e, imediatamente, assinou um contrato com Lorde. Flom começou a promover a canção e a artista na indústria estadunidense em março daquele ano. Numa entrevista com a Billboard, ele comentou: "Enviei um e-mail a todas as 'pessoas-chave' do iTunes pouco após assinar o contrato [com Lorde] e eu disse, 'Isso realmente me recorda de quando fechei um contrato com Tori Amos'. Sinto que Lorde terá o mesmo impacto". No dia 19 do mesmo mês, o single foi, então, disponibilizado nas lojas virtuais do país, porém, recebeu pouca divulgação.
No entanto, o que representou o passo fundamental para popularizar a canção em nível internacional, segundo Jason, foi "Royals" ter sido adicionada à lista de Sean Parker, no Spotify, em 2 de abril. Posteriormente, a canção estreou na Spotify Viral Chart, que lista as canções mais populares entre o público do serviço, onde conseguiu alcançar o topo em maio de 2013 e, no mesmo mês, registrou um aumento em suas reproduções on-line em território estadunidense. Dois meses depois, "Royals" foi enviada às estações de rádio alternativas dos Estados Unidos e, em 13 de agosto, foi inclusa na Contemporary Hit Radio. Em outras regiões do planeta, "Royals" também foi disponibilizada a partir de agosto. Na Áustria e na Finlândia, a obra foi lançada digitalmente no dia 2 daquele mês. Em 5 de agosto, foi comercializada no mesmo formato em França, em Luxemburgo e em Portugal, enquanto que no Reino Unido o seu lançamento ocorreu em 20 de outubro. O tema também foi promovido atrás de remixes lançados em parceria com artistas como The Weeknd, Rick Ross, Wale, Magazeen, T-Pain, este último criticado por realizar alterações em suas letras e, de acordo com a MTV, transformar os sentimentos anti-bling da canção em uma celebração extravagante da vida, entre outros.

## Estrutura musical e letra
Desculpe, não reconheço formato
"Royals" é uma canção de gênero pop que incorpora elementos da música eletrônica e de estilo grime, e possuiu duração de três minutos e dez segundos (3:10). A faixa também apresenta influências da música alternativa, pop art, R&B e do pop independente. Musicalmente comparada aos trabalhos de Grimes, "Royals" possui instrumentação simplista, que consiste apenas em linhas de baixo e percussão, e apresenta batidas "fortes e implacáveis" de hip hop acompanhadas por estalos de dedo que se repetem e ecoam, para além de alguns efeitos eletrônicos. A sua produção de baixa fidelidade é reforçada pelo trabalho de sintetizadores e do software Pro Tools e explora técnicas da música minimalista reminiscentes dos trabalhos de Animal Collective e James Blake. Segundo Ann Powers, da National Public Radio, o número é composto por vocais sensuais, batidas instigantemente lentas e letras que capturam o requintado tédio de uma adolescente precoce. Os vocais de Lorde foram comparados aos de Amy Winehouse, Lana Del Rey e Florence Welch, por sua entoação rouca e grave, e descrito como um híbrido entre Adele e Ellie Goulding. Chris Coplan, do site Consequence of Sound, afirmou que a artista canta em um estilo romântico e divertido, enquanto Duncan Greive, do The Guardian, a maneira de cantar de Lorde fazem-na soar "simultaneamente vulnerável e autoritária".
Descrita como uma canção antiluxo, "Royals" expressa o descontentamento de Lorde para com o estilo de vido suntuoso representado pelos artistas pop em suas canções. Nela, a intérprete critica a sociedade do consumo e, segundo a revista Spin, ridiculariza os artigos de luxo ostentados em tais canções. Diversos trechos da canção foram notados como uma sátira à cultura do hip hop, mais precisamente aqueles em que a cantora expressa não estar interessada em dentes de ouro, Maybachs e champagne Cristal — valorizados por artistas do gênero em seus vídeos musicais e canções. Matthew Perpetua, do site BuzzFeed, afirmou que o assunto abordado em "Royals" é "crescer na Nova Zelândia imersa no imperialismo cultural estadunidense" e que o núcleo da canção é a alienação das classes sociais. Jornalistas do The New York Times compartilharam uma opinião semelhante, observando que, nos versos da faixa, a intérprete "narra como é crescer em uma realidade enfadonha, em meio a uma cultura popular que ostenta artigos de luxo e celebra extremamente o consumo desenfreado". Para o The Guardian, "Royals" tenta compreender o motivo de todos aclamarem algo que, muitas vezes, descreve uma realidade completamente diferente daquela em que vivem. Jonah Bromwich, do The Village Voice, entretanto, observou que "Royals" aparenta celebrar as mesma coisas que está a criticar. Lorde explicou o conceito de suas palavras: "Trata-se sobre toda a opulência que tu vais encontrar em vários vídeos musicais e tudo mais, o que é divertido de se olhar, mas está muito longe de minha realidade (...) É apenas honesto".
Críticos compararam a mensagem da faixa à de "Smells Like Teen Spirit", do grupo Nirvana, por ambas lamentarem a indústria cultural da qual fazem parte. James Montgomery, da MTV, por exemplo, afirmou que, assim como a supracitada canção, "Royals" evitou as armadilhas líricas do cenário pop, apesar de apresentar influências de estilos presentes na indústria. Outros analistas notaram semelhanças entre as letras de "Royals" e as de "Thrift Shop", de Macklemore & Ryan Lewis, um outro êxito de 2013, "Gangnam Style", de Psy, "Primadonna", de Marina and the Diamonds, a "The Fear", de Lily Allen, "Swimming Pools (Drank)", de Kendrick Lamar e "New Slaves", de Kanye West. De acordo com a partitura publicada pela Sony/ATV Music Publishing, "Royals" foi composto em uma clave de sol maior e definida no tempo de assinatura comum e de andamento moderado, com um metrônomo de 85 batidas por minuto. Nela, os vocais mezzosoprano abrangem-se entre as notas Fá#3 e Lá4, com progressão harmônica de Ré-Dó-Sol.

## Repercussão

### Crítica profissional
| Críticas profissionais | Críticas profissionais |
| Avaliações da crítica  | Avaliações da crítica  |
| Fonte                  | Avaliação              |
| ---------------------- | ---------------------- |
| Digital Spy            | [ 64 ]                 |
| POPLine                | (90/100)               |
| The Observer           | (Positiva)             |
| NME                    | (Positiva)             |
| About.com              | [ 68 ]                 |
| The New York Times     | (Positiva)             |
| Billboard              | (Positiva)             |
| PopMatters             | (Positiva)             |
| Gigwise                | (Positiva)             |

Após seu lançamento, "Royals" recebeu aclamação por parte da crítica especializada. Bill Lamb, do site About.com, por exemplo, classificou a canção com cinco estrelas de cinco possíveis, escrevendo: "Se Adele ainda fosse adolescente e estivesse saindo com Grimes, ela poderia [escrever] um tema semelhante a 'Royals' de Lorde. No entanto, uma característica única sobre Lorde é que sua música soa como se estivesse tentando reunir um movimento com adolescentes que foram criados fora do campo da riqueza. Esta é uma canção brilhante de solidariedade feita para uma nova geração". Lamb ressaltou que a faixa apresenta uma visão de mundo diferente [do tradicional] direcionada aos jovens, e destacou a "produção musical focada nos vocais de clareza da artista e com letras poderosas", além de a ter rotulado como um dos maiores lançamentos de 2013.
Outro crítico que também atribuiu uma nota máxima para a obra foi Lewis Corner, do site britânico Digital Spy, onde disse que "o resultado é um gancho viciante que prospera na simplicidade da sonoridade e que mostra que Lorde veio para ficar". Enquanto isso, Huw Woodward, do site Renowned For Sound, concedeu ao tema quatro estrelas e meia de cinco disponíveis, declarando: "Com uma vocalista que vai muito além para a sua pouca idade e uma gloriosa e sutil instrumentação, 'Royals' é um excelente exemplo de como se criar uma melodia cativante e satisfatoriamente dançante, sem precisar utilizar artifícios 'explosivos' desnecessários que costumam distanciar o artista de sua obra".
Kate Mossman, do periódico britânico The Observer, intitulou-a de "a canção de 2013", continuando: "A fórmula era original — uma canção infantil, um ritmo hip-hop cavernoso, harmonias que se desvaneciam como fumaça e, o mais importante, uma mensagem: um comentário frio sobre a cultura pop", ao passo que Hermione Hoby, do The Guardian, descreveu como: "[Uma canção] astuciosa e indelicada; adorável e inteligente". Na também britânica Gigwise, Tamsyn Wilce afirmou que o destaque de "Royals" é a voz da artista, que dispensa uma produção excessiva para apoiá-la, assim como Joseph R. Atilano, do periódico Philippine Daily Inquirer, o qual elogiou a sua produção simplista por enfatizar a entrega vocal da intérprete. No tabloide L.A. Weekly, Shea Serrano descreveu a canção como "naturalmente adorável" e Lorde como "enormemente talentosa". Casey Lewis, da Teen Vogue, chamou o single de: "Uma canção pop infecciosa", enquanto Maggie Pannacione, do site ArtistDirect, adjetivou-a de "viciante".
O apelo lírico da faixa também foi apreciado por diversos analistas, tal como Rita Houston, da National Public Radio, que a descreveu como um número pop brilhante com uma mensagem underdog corajosa, prosseguindo: "A melodia, a maneira rítmica com que Lorde canta e as letras sinceras se unem para formar uma canção preciosa e elegante". Tris McCall, do portal NJ, descreveu o conteúdo de suas letras como: "Uma recusa explícita ao materialismo do hip hop", enquanto Gary Trust, da revista Billboard, chamou o single de: "Uma canção atmosférica, que celebra os desfavorecidos e rejeita a opulência das celebridades". Aziza Jackson, do The Washington Times, descreveu a canção como incrível e puramente genial, continuando: "Os vocais emotivos, as letras simplistas e a lenta batida hipnótica fazem-na uma canção de sucesso com uma mensagem poderosa". Jon Pareles, do The New York Times, afirmou que a obra é mais inteligente e profunda do que as canções pop que dominam o mercado musical, prosseguindo: "['Royals' é] uma crítica à consciência de classe e ao materialismo da cultura pop tão irresistível que foi parar no primeiro lugar das tabelas musicais".
Scott Interrante, do PopMatters, descreveu o som de "Royals" como: "Distinto e fresco, misturando batidas de hip hop com harmônias ao estilo do Queen e letras meio suburbanas". Alex Alves, do portal brasileiro POPLine, atribuiu à canção noventa pontos de aprovação em uma escala de cem, proferindo: "['Royals'] é uma daquelas músicas que podem ser executadas exaustivamente sem ser datada ou deixar os ouvintes cansados de ouvi-la. Com bons vocais e uma interpretação singular para cada verso de seu single de estreia, Lorde parece ter bastante potencial para se manter no cenário musical por um bom tempo, tudo isso atrelado a uma personalidade, digamos, notória". Editores da compatriota O Grito! descreveram-na como uma faixa "anti-ostentação [e] pop chiclete, com um vocal cheio de personalidade e melodia arrastada que gruda na mente por muito tempo".

### Reconhecimento
"Royals" também foi elogiada por personalidades como David Bowie, Moby, Dizzee Rascal e Dave Grohl. Além disso, foi considerada um dos maiores lançamentos do ano por várias publicações. Na lista "50 Melhores Músicas de 2013", da revista Spin, Rob Harvilla classificou o single na décima quinta posição, ao passo que Douglas Wolk, da revista Time, colocou-a no décimo lugar, escrevendo: "[A canção] é uma rejeição das esperanças que foram impingidas às vítimas do capitalismo, tem um ritmo minimalista, e permite que a voz de garota comum de Lorde seja o centro das atenções até que as harmonias exuberantes a façam flutuar nos seus refrões", e Caitlin White, do site Consequence of Sound, elegeu-a o melhor lançamento, declarando: "'Royals' definitivamente é a canção de 2013 (...) Estrelas pop têm cantado sobre a sua riqueza e poder há muito tempo. Perder-se em todo o poder tem sido a essência dos principais hits nas rádios há anos. Portanto, a narrativa anti-luxúria de Lorde se destaca mais como inovador do que como uma queixa, mesmo que os direitos de seu contrato recém-assinado fornecer-lhe-ão remuneração tal qual a de uma princesa".
O tema também foi eleito o maior lançamento do ano no catálogo "Os 25 Melhores Singles de 2013", da Slant Magazine, com Annie Galvin a comentar: "'Royals' esbanja um senso de provocação juvenil, bem como o conhecimento de uma velha alma, pairando sugestivamente entre os polos da inocência e de experiência que Lorde está apenas começando a conhecer". Ocupou a mesma posição na lista do The Boston Herald e da MTV, na qual Brenna Ehrlich justificou: "A declaração da missão da Lorde – de que 'a música pop não precisa ser estúpida' – não apenas a separou do resto, como fez dela uma estrela singular". Foi posicionado na vice-liderança da lista "100 Melhores Canções de 2013" pela Rolling Stone, que declarou: "Não parecia ser o tipo de música que lideraria as tabelas de sucesso (...) Mas 'Royals' tocou numa parte sensível [do público] ao ser, simultaneamente, irresistível e radical — o som de uma jovem apaixonada pelo hip hop (mas não por seu materialismo), que decidiu ser a rainha de sua própria história". Também foi eleito o segundo melhor lançamento do ano na lista publicada pelo periódico estadunidense The Village Voice, bem como pelos editores do britânico The Guardian, ao passo que a revista britânica NME colocou-o no número nove em sua lista. Joshua Ostroff, do The Huffington Post, colocou-o no oitavo lugar e comentou que, devido à sua instrumentação simplista, foi surpreende "Royals" ter-se transformado em um dos maiores sucessos de 2013, ressaltando: "O fato de ela ter apenas dezesseis anos quando surgiu em cena torna tudo ainda mais impressionante". Além dessas, o single também foi incluso nas listas do Grantland (8.ª posição), Pitchfork Media (31.ª posição) e nas brasileiras O Grito! (31.ª posição) e Superinteressante (3.ª posição).
Além do reconhecimento da mídia, "Royals" também foi nomeado a diversas premiações pelo globo. Em 2013, a faixa venceu o troféu de "Single do Ano" no New Zealand Music Awards e concorreu à categoria "Melhor Canção" no World Music Awards, em 2014. Também concorreu ao título de "Canção de Rock Alternativo do Ano" no iHeartRadio Music Awards, em 2014, e também ao troféu de "Canção do Ano" no BBC Music Awards, mas foi derrotado em ambos por "Demons", de Imagine Dragons, e "Happy", de Pharrell Williams, respectivamente. "Royals" também concorreu a três categorias na 56.ª edição dos Grammy Awards: "Canção do Ano", "Melhor Performance Vocal Pop Feminina", "Gravação do Ano", obtendo êxito nas duas primeiras. Com isto, Lorde tornou-se a neozelandesa mais jovem a conquistar um troféu nos Grammy Awards e converteu-se no terceiro ato mais jovem a levar a estatueta.

## Vídeo musical

O vídeo musical de "Royals" mostra o cotidiano de quatro jovens em um dia comum. De acordo com Lorde, trata-se de um retrato da vida restrita e mundana que alguns adolescentes neozelandeses possuem, por não poderem dirigir ou realizarem outras ações quando se é menor de idade no país

O vídeo musical acompanhante para "Royals" foi dirigido por Joel Kefali, com Andrew Stroud ficando encarregado da direção fotográfica e Amber Easby da produção. O trabalho estreou oficialmente no dia 12 de maio de 2013, através do canal oficial de Lorde no YouTube, atingindo mais de cem mil visualizações em suas primeiras vinte e quatro horas posteriores à postagem.
Com duração superior a quatro minutos, a obra retrata a vida de quatro rapazes em um dia comum, mostrando cenas de eles a realizar ações do cotidiano em câmera lenta, como assistir televisão, tomar banho, acordar, alimentar-se no café da manhã e em locais como em um centro de treinamento esportivo, com alguns deles praticando basquete e natação, em um fliperama, em um vagão de trem, além de apresentar dois dos jovens em uma casa cortando o cabelo e treinando golpes de boxe. Perto do final, os quatro indivíduos se reúnem em um banco pela noite. Todas essas cenas são intercaladas com as de Lorde cantando e com tomadas de ambientes de uma residência e de uma rua. A trama finaliza em uma quadra de tênis, onde é tocado um trecho instrumental da canção "Tennis Court", que é outro trabalho da cantora, também incluído no disco Pure Heroine. Lorde explicou o conceito do trabalho dizendo:
| “ | [O vídeo é um exemplo de como] a vida adolescente na Nova Zelândia pode ser tão mundana e tão chata. Você sente-se como se fosse o período de espera de sua vida. Não podemos entrar em bares, não podemos dirigir ou qualquer coisa do tipo, o que é bastante frustrante na maioria das vezes, e eu quis retratar essa situação ao invés de ficar apenas reclamando. | ” |

No entanto, durante toda a obra, a participação da cantora é mínima, pois o foco é nos atores presentes na produção. Durante uma entrevista para o jornal The Huffington Post, ela comentou o principal motivo de sua ausência excessiva, declarando o seguinte: "Na música pop, os artistas desse gênero têm as suas vidas bastante expostas, você pode saber tudo sobre eles o tempo todo, especialmente sobre suas aparências físicas. As mulheres desse ramo sempre fazem grandes coisas e eu acho que as pessoas têm apreciado um pouco de mistério acerca de minha pessoa. Quando eu lancei o EP [The Love Club], a capa não tinha nenhuma imagem de mim, apenas uma ilustração. Por isso, tinham pouca coisa para falar. As pessoas ficavam com dúvidas do tipo, 'Quem é essa? Mostre o seu rosto!'. Desde então, tenho sido muito seletiva sobre o conteúdo visual que sai de mim [nos meus trabalhos]. É algo que me influencia fortemente. Com o vídeo de 'Royals', eu queria continuar com essa abordagem. O vídeo veio para mim como uma criação de uma obra de arte e eu queria que ele tivesse um aspecto cinematográfico, pois tu podes mergulhar dentro da história. Não sinto que minha participação é algo necessário para elaborar o cenário [do enredo da trama]. Então eu apareço nele muito pouco. Acredito que funcionou bem. Há apenas três tomadas de mim — quando eu inicio e fecho o vídeo e há uns trinta segundos de filmagem em que apareço cantando, e as pessoas diziam: 'Você quase não aparece no vídeo e quando surge aparenta ter mais idade do que realmente tem e isso é um pouco desconfortável'. Se eu consigo esse tipo de reação do público, acho que estou no caminho certo". Em virtude disto, foi lançado no perfil do Vevo da intérprete, um mês mais tarde, uma versão da gravação voltada para o público estadunidense, que, embora tenha as mesmas cenas do vídeo original, foca-se mais nas tomadas em que Lorde canta.
O vídeo foi bem recebido pelo público após o seu lançamento, atingindo o primeiro lugar em vendas no iTunes do Reino Unido e dos Estados Unidos e sendo o oitavo mais assistido no YouTube pelos espectadores do país natal da cantora naquele ano. Até agosto de 2014, a produção possuía mais de 315 milhões de visualizações na plataforma Vevo. Além disso, foi indicado às categorias "Melhor Vídeo Feminino" e "Melhor Vídeo de Rock" durante a cerimônia dos MTV Video Music Awards de 2014. Na primeira, foi derrotado por "Dark Horse", de Katy Perry e Juicy J; na segunda, por sua vez, a gravação saiu vitoriosa e, consequentemente, fez de Lorde a primeira artista feminina triunfar em tal categoria na premiação. Entretanto, a sua vitória gerou controvérsias entre os meios de comunicação, por "Royals" não se tratar de uma canção de estilo rock e ter vencido canções que o são, como "Do I Wanna Know?", do grupo Arctic Monkeys, e "Demons", de Imagine Dragons.
No dia seguinte, os meios de comunicação resolveram pronunciar-se sobre o ocorrido. Ethan Sacks, do New York Daily News, publicou uma matéria na qual escreveu: "Lorde vence 'Melhor Vídeo de Rock no VMA e derrota verdadeiras bandas de rock", e ressaltou que a artista ficou tão surpresa com a sua vitória quanto qualquer outra pessoa. Alex Young, do site Consequence of Sound, no entanto, procurou explicar o motivo de a premiação tê-la concedido o troféu, alegando que, devido à ausência dos artistas masculinos naquela noite, a emissora resolveu entregar os troféus às cantoras presentes, como Ariana Grande, Beyoncé ou Miley Cyrus, e de todas anteriormente mencionados, Lorde é a mais próxima de uma artista de rock por seu visual obscuro. Young continuou: "Ao incluir Lorde na categoria rock, a MTV deixou livre as indicações na categoria pop para outros grandes-nomes do gênero". Já Mathew Coyte, editor-chefe da edição australiana da Rolling Stone, mostrou-se descontente com a vitória da artista e comentou: "'Royals' não é, de modo algum, uma canção de estilo rock, seja qual for o critério adotado, é uma faixa eletrônica. É estranho que ela não tenha concorrido em uma categoria contra Katy Perry ou Ariana Grande [na categoria pop]. Parece que eles [os representantes da MTV] queriam dar um prêmio a Ariana [que venceu 'Melhor Vídeo Pop'] e outro a Lorde e, então, decidiram incluí-la na categoria rock". Nem a cantora nem a MTV, contudo, comentaram sobre a repercussão.

## Apresentações ao vivo

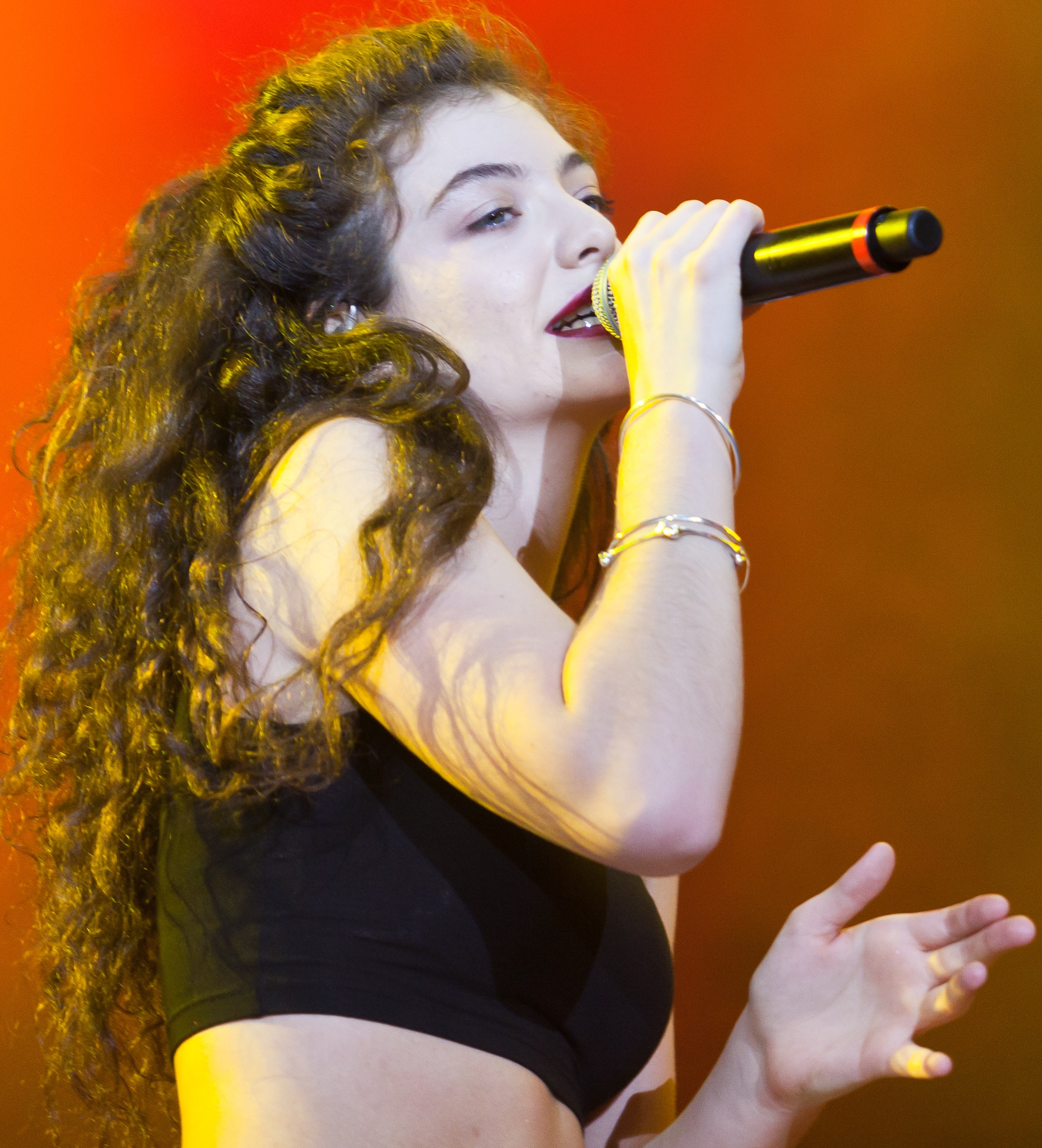
Lorde a atuar ao vivo no festival Lollapalooza, no Brasil, em abril de 2014. Numa enquete realizada pelo portal G1 dias após, a sua performance de "Royals" foi eleita "o sucesso de 2014" pelos leitores.

Lorde apresentou "Royals" pela primeira vez em 13 de agosto de 2013, no programa Morning Becomes Eclectic, da rádio estadunidense KCRW. Na Nova Zelândia, fez a sua estreia nos palcos em uma pequena casa de shows em Auckland, para um público reservado. Em 18 de setembro, a intérprete fez a sua estreia em um programa televisivo, por meio do neozelandês 3rd Degree, e, neste mesmo dia, concedeu uma entrevista à jornalista Samantha Hayes. Posteriormente, a cantora fez a sua estreia na Inglaterra, no programa Later..., de Jools Holland, da rede BBC; Lorde também interpretou o tema na casa de shows Madame Jojo’s, em Londres, naquele mesmo dia. A sua primeira aparição em uma rede de televisão estadunidense ocorreu em 1.º de outubro, no programa Late Night, de Jimmy Fallon, na rede NBC, onde interpretou "Royals" e "White Teeth Teens", sendo elogiada pelos meios de comunicação por sua presença de palco "impressionante para uma garota de dezesseis anos". Ainda no território, Lorde executou o tema no Good Morning America, em 5 de outubro, bem como em várias casas de espetáculos, incluindo o teatro The Fonda, em Los Angeles, e em um concerto no Brooklyn, em Nova Iorque, e no programa Big Morning Buzz Live, produzido pelo VH1.
Em 9 de outubro, Lorde continuou a divulgar a canção, apresentando-se no The Ellen DeGeneres Show, da comediante Ellen DeGeneres, e, no dia seguinte, na rádio Studio Q, de Jian Ghomeshi, no Canadá, onde também executou "Buzzcut Season". Dias depois, Lorde realizou uma performance no Late Show, de David Letterman, da rede CBS Television Studios. Lá, a cantora apresentou "Royals", "Team", e outros temas de The Love Club e  Pure Heroine, em um concerto que durou cerca de 25 minutos e foi transmitido on-line através da plataforma Vevo. Em novembro, executou o tema novamente durante a abertura do New Zealand Music Awards de 2013.
No início de 2014, a intérprete esteve na 56.ª edição dos Grammy Awards. Com um visual descrito como "obscuro", a musicista usou uma camiseta branca sem mangas, calça preta, cabelo alisado e unhas pintadas de preto até a metade dos dedos, além do batom escuro. Lorde cantou novamente "Royals" durante a cerimônia, mas com algumas alterações em sua instrumentação. A apresentação, que contou com projeções de estátuas atrás da cantora, também foi elogiada pela mídia e por personalidades como Mac Miller e a modelo Chrissy Teigen e fez de Lorde a artista mais comentada nas redes socais durante a cerimônia. Em 19 de fevereiro seguinte, a neozelandesa apresentou um remix da canção com o grupo musical Disclosure no BRIT Awards de 2014. Em abril, Lorde apresentou-se pela primeira vez no Brasil, por meio do festival Lollapalooza, e também incluiu "Royals" ma set list. Dias depois, o portal G1 realizou uma enquete com os participantes do festival e os leitores do site, na qual a sua performance de "Royals" foi eleita "o sucesso do festival de 2014", com 37% de aprovação dos entrevistados. A canção também foi adicionada ao repertório da turnê promocional do álbum.

## Impacto cultural
É estranho porque, obviamente, quando escrevi 'Royals' eu não tinha ideia de que esta canção seria um grande negócio ou algo parecido. Eu escrevi algo de que gostava, e que achava ser legal. É sempre estranho, especialmente com as minhas letras, pois elas são bastante distintas e apresentam um tom pessoal, e então muitas pessoas estão sentadas em suas camas fazendo um cover desta música para enviar ao YouTube. Embora tudo isso [que está acontecendo] seja incrível.

—Lorde comentando o impacto comercial de "Royals" no cenário pop.
O sucesso comercial de "Royals" foi responsável por forte impacto no cenário musical pop e fez com que Lorde fosse considerada uma das personalidades mais populares de 2013. Muitos analistas ressaltaram a aclamação obtida pela canção no país natal da cantora mesmo sem Lorde tê-la promovido por meio de apresentações em programas televisivos, vídeos musicais ou imagens de si, inicialmente. O fato de a canção ser de uma artista desconhecida, à época com apenas dezesseis anos, mas apresentar uma visão crítica sobre as canções que lideravam o mercado mainstream e obter aclamação comercial internacionalmente também foi amplamente comentado por diversas publicações. Suas letras, portanto, foram descritas como "antiluxo" e Lorde como uma artista "contracultura". Joseph R. Atilano, do periódico Philippine Daily Inquirer, sentiu que as letras da canção: "Não são sobre temas absurdos que, na realidade, em nada contribuem para ampliar o gosto dos ouvintes. Sua canção é surpreendentemente simples e sincera". Joseph destacou que o desempenho da canção deveu-se à sua abordagem minimalista, tanto na instrumentação quanto nos vocais da artista, afirmando: "Todos esses aspectos são realmente contrários àquilo que a maior parte de nós está habituado a ouvir nas outras canções que dominam o mercado musical (...) Isto realmente comprova o que é dito na velha frase 'menos é mais'". No The New York Times, Jon Pareles a descreveu como uma "canção insubordinada" e afirmou que, nela, Lorde canta sobre a consciência de classe e sobre o consumo desenfreado, refletindo acerca "da disparidade entre as fantasias da cultura pop, com Cadillacs e diamantes, e a realidade de ser alguém que 'não veio do dinheiro'". Neil McCormick, do The Daily Telegraph, afirmou que "Royals" contém uma "sólida letra entre cinismo inexpressivo e prazer no seu próprio desencanto", a qual serve como uma resposta "às letras clichê do hip hop, elegantemente criticando a antiga predominante cultura de ostentação, do ego e excessos, comicamente dispensando todos com a frase de efeito: 'Não nos importamos, nós não estamos interessados em seu caso amoroso'". Segundo o editor, a artista expressa claramente não ter interesse em "produtos de luxo e clichês de estilo de vida vazio" e faz a música pop parecer ridícula, mas o que teria levado "Royals" facilmente ao topo das tabelas musicais do Reino Unido e dos Estados Unidos foi o fato de a artista mencionar "nós". Para o jornalista, Lorde dirige, assim, a sua mensagem para uma geração que não leva tais objetos luxuosos a sério. Neil concluiu proferindo: "Lorde é a pin-up da geração das selfies". James Montgomery, da MTV, afirmou que o tema "atacou [a indústria musical] tanto lírica quanto sonoramente, em um ambiente protetor criado pelo produtor Joe Little, que contrasta fortemente com a maior parte do estrondoso mercado pop do ano. Mas, sobretudo, tematicamente: Lorde afirma que nenhuma dessas coisas efêmeras são necessárias e, em vez de sucumbir a essa fantasia, ela e a sua equipe estão determinadas a fazer a sua própria magia".
Matthew Perpetua, do site BuzzFeed, observou que as letras de "Royals" tratam sobre o imperialismo cultural estadunidense, sobretudo na Nova Zelândia. Segundo Matthew, o sinlge é "abertamente desafiador quando se trata de classes socais e deste tipo de imperialismo. Pode perfeitamente ser a canção mais esquerdista a converter-se em um êxito em anos, uma vez que se concentra em rejeitar a riqueza e o privilégio e em questionar as ideias capitalistas sobre incentivar as pessoas de classes mais baixas a comprarem em um sistema que, sobretudo, é manipulado contra elas". O editor concluiu que: "A canção orgulha-se de 'não vir do dinheiro' e pede ao ouvinte para refletir um pouco sobre por que eles anseiam comprar uma fantasia glamorosa". Na revista Pacific Standard, Kevin Lincoln preferiu: "[Lorde] é uma das raras cantoras que não somente compreende a profundidade e virtude de sua voz para cantar, mas também a utiliza para conduzir os ouvintes ao longo da canção (...) Suas letras caricaturam o contraste entre a vida em uma cidade pequena e a superabundância do hip hop". No The Guardian, Duncan Greive escreveu: "O que é fascinante acerca do sucesso da canção nos mais variados e complexos mercados [musicais] é o fato de as suas letras serem uma resposta direta à sensação de ser oprimido pela cultura exterior, especialmente por aquelas que ostentam a glória e a riqueza". Nick Messitte, da Forbes, sentiu que Lorde mudou o modo como a música pop contemporânea é vista, enquanto David Bowie afirmou: "Lorde é o futuro da música", e Dave Grohl, vocalista da banda Foo Fighters, descreveu "Royals" como revolucionária.
Em outubro de 2013, "Royals" conquistou a primeira posição da Billboard Hot 100, tirando da liderança "Wrecking Ball", êxito de Miley Cyrus. A ascensão da canção ao topo despertou a atenção dos meios de comunicação para a artista, principalmente por Lorde não utilizar estratégias de divulgação semelhantes às de Cyrus, que consistiam em polêmicas performances ao vivo e, à época, lançara o vídeo musical da supracitada canção, no qual aparece completamente despida e a balançar em uma bola de demolição. Os analistas passaram a creditar parte do desempenho da canção em território estadunidense como proveniente da postura de Lorde, a exemplo de Luísa Teixeira da Mota, do periódico português Público, que relatou: "A Lorde chegou e, sem se despir, está a destronar as rainhas do pop. É verdade. Por mais incrível que pareça, há quem não precise de tirar a roupa para chegar ao topo". Jornalistas da revista Veja também comentaram sobre a posição de Lorde quanto à sua imagem pública, declarando: "2013 foi um ano em que intérpretes como Miley Cyrus, Lady Gaga e Katy Perry protagonizaram muito mais escândalos e estratégias nababescas de divulgação do que propriamente fizeram boa música. Por outro lado, 2013 foi o ano de 'Royals', uma canção pop de alto calibre com um pouco de batida de hip hop muito bem interpretada, e cuja letra faz uma crítica à sociedade do consumo. Mais impressionante, é saber que 'Royals' não saiu da pena de uma artista consagrada ou de algum poeta veterano; ela saiu de uma cantora de dezessete anos chamada Lorde". O produtor musical Daniel Omelio comparou o sucesso da obra ao obtido por Macklemore & Ryan Lewis com o single "Thrift Shop", outro hit de 2013, alegando: "Lorde está a seguir o mesmo caminho que Macklemore. Alguém que causa um alvoroço no cenário pop com um som novo, uma mensagem verdadeira, e um sentimento orgulhoso de não-insegurança/não-conformidade em seu talento com o qual um grande número de jovens apaixonados por música podem-se identificar".
Editores do site da MTV fizeram o seguinte comentário sobre o ocorrido: "Isso é adequado, considerando-se os sentimentos anti-opulência de seu hit 'Royals', a rara canção pop que se atreve a atacar a insipidez do seu próprio gênero. Por isso, o seu sucesso é um pouco chocante; nem a faixa nem a jovem de dezesseis anos que a canta parecem encaixar-se dentro dos limites do reluzente top dez, um seleto espaço povoado por [nomes] como os de Katy Perry e Miley Cyrus". Ann Powers, da National Public Radio, afirmou que a ascensão de "Royals" nos Estados Unidos ocorreu por Lorde oferecer aos ouvintes o que a própria canção defende: um tipo diferente de "agitação". Já editores do The New Yorker salientam que o seu êxito na tabela estadunidense é visto por alguns como uma prova de que um artista que escreve e controla o seu próprio material se destaca dentre os artistas que lançam canções feitas por veteranos como Dr. Luke para ajudá-las a produzir hits — em referência às canções "Wrecking Ball", de Cyrus, e "Roar", de Perry, ambas produzidas por Luke e ultrapassadas por "Royals" na tabela em questão. Essa linha de raciocínio foi confirmada por Bill Werde, da Billboard, que creditou o sucesso da obra ao fato de Lorde tê-la escrito com base no que sentia em vez de procurar os melhores produtores para fazê-lo por si, algo que, segundo ele, conquistou o afeto do público. "Quando se combina isto com o fato de Lorde ser uma jovem de dezesseis anos, o resultado é algo surpreendente. Lorde é uma compositora extraordinária (...)", disse Werde.

### Controvérsias
[Dentes de ouro, Maybachs e Cristal] são elementos genéricos de excessiva riqueza e exportações culturais dos EUA. Se Lorde optou por alguns aspectos do consumismo ostensivo que, majoritariamente, dizem respeito à cultura dos cantores negros de hip hop, ela também incluiu outros aspectos que refletem o consumismo desenfreado predominantemente associados a outras culturas. 'Aviões a jato, ilhas, e tigres em coleiras de ouro'? Estou a pensar em Richard Branson e, talvez, em oligarcas russos. 'Manchas de sangue, vestidos de festas'? Celebridades da alta sociedade e My Super Sweet 16. Cadillacs? Velhos ricos. 'Destruir quartos de hotéis'? Estrelas do rock.

— Lynda Brendish sobre as acusações de racismo sofridas pelas letras da canção.
Em outubro de 2013, Verónica Bayetti Flores, da página Feministing, descreveu o conteúdo lírico de "Royals" como racista. A colunista comentou: "Eu amo uma boa crítica à acumulação de riqueza e à desigualdade, [mas] esta canção não o é. É, na verdade, profundamente racista". Verónica considerou os trechos em que Lorde menciona não estar interessada em dentes de ouro, Maybachs e champagne Cristal como uma ofensa àqueles que fazem referências a tais artefatos — em geral artistas negros de hip hop. A resenhista questionou o porquê de a canção não criticar artefatos que fazem alusão à riqueza de pessoas brancas, como os campos de golfes, o polo ou o oeste do Central Park, e foi negativa com os críticos "brancos liberais que se têm mostrado tão fascinados pelo ataque de 'Royals' ao consumismo e não procuraram sequer reservar um tempo para analisar criticamente a discriminação racial de suas letras". Embora Lorde não se tenha manifestado sobre o ocorrido, a declaração de Bayetti Flores provocou certa polêmica entre os meios de comunicação, com muitos a adjetivá-la de "infundada" e "imprecisa", e outros a acusar a repórter de tentar atrair acessos ao site, a exemplo de Dave Schilling, da revista Vice, que descreveu o comentário da jornalista como "demasiado infantil". Dave Schilling continuou: "Será que não existe quaisquer canções nas rádios sobre golfe ou polo que meninas de 16 anos possam ouvir? Por que é que alguém iria atribuir a sua própria bagagem cultural a um outrem que nem sequer tem idade suficiente para comprar cigarro nos Estados Unidos? Além disso, 'aviões a jato, ilhas, [e] tigres em coleiras de ouro' ou 'manchas de sangue, vestidos de baile, destruir quartos de hotéis' são coisas de negros?".
Foster Kamer, da revista Complex, afirmou que "Royals" não faz referências apenas à cultura do hip hop e adjetivou os comentários de Bayetti como "intelectualmente desonestos" por "excluir trechos que fazem menções a 'manchas de sangue, vestidos de baile, destruir quarto de hotéis'", os quais, segundo Foster, podem-se referir a canções como "Last Friday Night (T.G.I.F.)" e "California Gurls", de Katy Perry, e "We Can't Stop", de Miley Cyrus, e a várias de Taylor Swift, que falam sobre ser jovem, festejar, e muitas vezes o fazem em um estilo que esbanja riqueza. Para o editor, Lorde está a falar sobre a superficialidade presente tanto nas rádios pop quanto nas estações de estilo rap. Matthew Perpetua, do site BuzzFeed, pronunciou-se quanto ao ocorrido alegando: "Era inevitável que o êxito de Lorde, 'Royals', sem mais nem menos motivasse uma reação de oposição. É o que acontece com tudo o que se torna repentinamente popular, é difícil de evitar". O editor considerou que a visão de Verónica só tem fundamento se o contexto real da canção for ignorado completamente, continuando: "Lorde não está a dizer que não gosta deste estilo de música, mas sim que ela vê uma divergência entre a fantasia hiperconsumista na essência do pop contemporâneo e a vida real de seus conhecidos (...) Se você cresce nos Estados Unidos, pode ser muito fácil não ter nenhuma perspectiva de como é viver em uma cultura dominada pela mídia e pela arte de outro país. Algumas músicas de todo o mundo infiltram-se no mercado mainstream do país, mas nunca se sobressaem, e a música do exterior é feita com o pressuposto de que se tem de satisfazer o mercado estadunidense para ser uma grande estrela. Os americanos quase nunca têm de se adaptar [a outras culturas] e muito raramente têm a sensação de que a sua cultura está a ser invadida pelos sistemas de valores de nações estrangeiras (...) Se Lorde aparenta ser especialmente rígida com a música rap é principalmente porque ela a aprecia, e este é o gênero que mais investe nesta fantasia. Há várias razões válidas para a cultura afro-americana, em especial, ter investido nessas fantasias materiais, mas não é bem isso o que Lorde está a falar [na canção]. Ela está mais interessada nas consequências não-intencionais desses valores sobre as culturas [de outros países] do outro lado do mundo, e talvez pressionando os estadunidenses a pensarem por um instante que a sua cultura pop não se reflete no vácuo".
No site Diálogos Intercultural Services, Martin Boyd considerou o argumento da escritora bastante irônico, descrevendo-o como etnocêntrico e Flores como a verdadeira racista. Para Boyd, os argumentos de Bayetti poderiam ser válidos se Lorde não fosse da Nova Zelândia, algo "extremamente importante [e] completamento omitido por ela em sua análise". Segundo ele, tal informação é importante porque: "Significa que a canção foi escrita em e para um contexto cultural diferente daquele em que Bayetti insiste em encaixá-la (...) Bayetti evidentemente ignora o fato de que, no verdadeiro contexto cultual da canção, o título 'Royals' evoca imagens da família real britânica, uma alusão que passa despercebida nos Estados Unidos, onde a rainha, e seus herdeiros, do Reino Unido (e da Nova Zelândia) não têm importância política e recebem pouca atenção mediática. Dentro de seu contexto cultural original, a canção, portanto, equipara imagens de extrema riqueza das estrelas pop dos Estados Unidos às da família real britânica, as quais representam a ostentosa opulência de duas metrópoles culturais igualmente afastadas e desconhecedoras do contexto em que Lorde se encontra — um país periférico e colonizado". Baseando-se no conceito de racismo da empresa Merriam-Webster, que o define como uma agressão a um grupo de pessoas por conta de sua raça ou sentimento de superioridade racial, Aziza Jackson escreveu em uma matéria no The Washington Times que "Royals" não se trata sobre raças. Para ela, Lorde: "Desaprova o materialismo e o superficialismo das canções que a indústria musical tem promovido aos nossos jovens há décadas".
Brian Boyd, do The Irish Times, afirmou: "Flores não podia estar mais enganada em sua argumentação. Além disso, o que ela alega é perigoso e perverso. A canção de Lorde fala sobre os ricos e famosos do cenário musical atual (...) e está a criticar a ostentação banal das estrelas do rock, pop e hip hop como um só conjunto. O mais grave é que esta ridícula e alarmante má-interpretação de uma das canções mais vendidas de um dos jovens artistas mais atuais fez-se manchete em uma semana, enquanto lúcidos debates sobre o verdadeiro racismo na indústria musical estavam a ser feitos, mas foram amplamente ignorados". Melinda Newman, da página musical HitFix, expressou similar opinião e afirmou não entender o motivo de Verónica interpretar a canção daquela maneira, proferindo que a canção é apenas "uma rejeição dos bens materiais" e "foi escrita do ponto de vista de uma adolescente que percebeu estar vendendo-se a todo momento e resolveu não aceitar o consumo desenfreado". A repórter também relembrou que Miley Cyrus recebeu as mesmas acusações por sua performance no MTV Video Music Awards de 2013, assim como Robin Thicke por seu êxito "Blurred Lines", e comentou: "Há um verdadeiro racismo no mundo que deveria ser combatido em vez de o procurarmos onde não existe (...) E sempre que gastamos energia em uma controvérsia fraudulenta, desviamos a nossa atenção do verdadeiro ofensor".

### Outras versões e uso na mídia
A faixa também recebeu atenção por parte de outros artistas, que fizeram a sua própria versão. Em agosto de 2013, a estadunidense Selena Gomez apresentou a sua versão de "Royals" em um concerto realizado durante a sua digressão Stars Dance Tour em Vancouver, no Canadá. O compatriota Mayer Hawthorne também registrou a sua vertente da canção no canal Unexpected Covers, do serviço Vevo, e incorporou à obra um uso maior de guitarra elétrica e percussão pesada. O grupo musical Pentatonix, vencedor da terceira temporada da série The Sing-Off, da rede NBC, também regravou o tema em estilo a cappella, assim como o grupo Cimorelli; ambos publicaram as suas vertentes em seus perfis no YouTube. A banda feminina estadunidense Fifth Harmony incluiu a canção na set list de sua digressão I Wish Tour. Numa apresentação realizada pelas garotas em Nova Iorque, em setembro de 2013, Natalie Pirzad, da revista Seventeen, descreveu a sua performance de "Royals" como: "Definitivamente, um dos melhores momentos da noite". As garotas do Mutya Keisha Siobhan também executaram "Royals" em uma apresentação para a série Reload Sessions, do Google+, em outubro do mesmo ano. Já a banda Saints Of Valory, que incorporou o estilo country, lançou a sua vertente em seu perfil no YouTube. O cantor Jason Derulo interpretou o tema em uma versão de estilo R&B na BBC Live Lounge, em dezembro de 2013.
O single também foi apresentado pelo cantor Bruce Springsteen, em abril de 2014, em Auckland, na Nova Zelândia. Springsteen executou-o em uma versão acústica e como faixa de abertura de seu concerto. Críticos da Rolling Stone afirmaram que, embora o cantor tenha realizado diversos covers em seus shows, o próprio se superou com sua interpretação de "Royals". Lorde, entusiasmada com a notícia, comentou: "É tão emocionante. É uma grande honra. Springsteen é um compositor fantástico. Fiquei um bocado emocionada. É muito legal. É uma loucura quando alguém como ele está a interpretar a sua música". Os músicos do Black Simon & Garfunkel realizaram a sua vertente do single no programa televisivo The Tonight Show, de Jimmy Fallon. Escritores da Esquire consideraram-na o melhor cover da canção feito por qualquer artista. Em 12 de março, Krist Novoselic, ex-membro do Nirvana, apresentou uma versão instrumental do tema apenas com um acordeão, na casa de shows Republic, em Takoma Park, em Maryland. O ex-membro do grupo de rock alternativo The White Stripes, Jack White, apresentou uma "vertente surpresa" da canção em um concerto que realizara em Milwaukee, Wisconsin. O artista "Weird Al" Yankovic realizou uma paródia da canção e de seu vídeo musical para a sua série na Internet, #8Videos8Days, fazendo alterações em sua letra e intitulando-a de "Foil" — a versão seria posteriormente incluída em seu álbum Mandatory Fun. Jornalistas do site da rádio Capital FM descreveram o trabalho como: "Igualmente estranho e brilhante".
"Royals" também foi interpretado por Taylor John Williams na sétima edição da versão estadunidense do programa de competição musical The Voice. A sua vertente foi, posteriormente, disponibilizada na loja virtual iTunes Store. Já Sophie May Williams apresentou o tema durante um episódio da edição britânica do mesmo programa, que foi transmitido pela BBC One em 29 de março. Entre os artistas que lançaram a sua própria versão de "Royals" estão: o grupo musical britânico The Beef Seeds, que o fez em um estilo bluegrass, os canadenses do Walk Off The Earth, que adicionaram cavaquinhos à sua instrumentação, os artistas Lionel Reekie, Bella Kalolo e Phillip Fan, que adicionaram melodias no piano, e o grupo feminino AcaBelles, da Universidade do Estado da Flórida em uma versão a cappella produzida pela The Vocal Company.
Além disso, o single também foi utilizado pelos meios de comunicação em várias ocasiões. O atual prefeito de Nova York Bill de Blasio, por exemplo, utilizou a canção em seu discurso de vitória no Brooklyn, em novembro de 2013. Segundo o The New York Times, a escolha da canção foi feita principalmente por John Del Cecato, consultor de mídia da campanha de Blasio, e por Rebecca Katz, porta-voz do então candidato, por a canção tratar sobre a desigualdade das classes sociais, um dos principais temas discutidos por Bill em sua campanha. O número também foi utilizado em um comercial do grupo Samsung para o Galaxy Note 3, no qual a música é interpretada por crianças em um bairro de classe baixa de Barcelona. "Royals" também foi inclusa na trilha sonora da telenovela brasileira Além do Horizonte, exibida entre novembro de 2013 e maio de 2014.

## Faixas e formatos
"Royals" foi lançada por meio de download digital em lojas como Amazon.com e iTunes, e em formato físico. Na Itália, também foi promovida por um extended play (EP) de edição limitada, contendo diversos remixes. Além disso, foi disponibilizada em formato de CD single na Alemanha, na Áustria e na Suíça, que inclui a canção "Bravado", do EP The Love Club. Em fevereiro de 2014, foi relançada em um remix com "White Noise", que havia sido interpretado por AlunaGeorge e a própria Lorde na cerimônia BRIT Awards de 2014, e produzido pelo grupo Disclosure.
| Download digital do iTunes |          |         |  |
| N.º                        | Título   | Duração |  |
| 1.                         | "Royals" | 3:10    |  |

| CD single da Alemanha, Áustria e Suíça |           |         |  |
| N.º                                    | Título    | Duração |  |
| 1.                                     | "Royals"  | 3:10    |  |
| 2.                                     | "Bravado" | 3:41    |  |

| Extended play (EP) digital da Itália (edição limitada) |                                      |         |  |
| N.º                                                    | Título                               | Duração |  |
| 1.                                                     | "Royals" (Wild Boyz Remix)           | 4:31    |  |
| 2.                                                     | "Royals" (Lazerdisk Remix)           | 3:14    |  |
| 3.                                                     | "Royals" (Caked Up Remix)            | 3:40    |  |
| 4.                                                     | "Royals" (Zeik The Wizard Remix)     | 3:32    |  |
| 5.                                                     | "Royals" (Lil Jon & DJ Kontrol Mash) | 3:27    |  |
| 6.                                                     | "Royals" (Mastamonk Twerk Remix)     | 3:24    |  |

## Créditos
Lista-se abaixo os profissionais envolvidos na elaboração de "Royals", de acordo com o encarte de Pure Heroine:
- Lorde: vocais, composição
- Joel Little: composição, instrumentação, produção, chocalho, engenheiro de som, mixer
- Stuart Hawkes: assistente de masterização
- Mario Hugo: design, ilustração
- Ania Nowak: auxiliar de design
- Charles Howells: fotografia

## Desempenho nas tabelas musicais
No momento em que 'Royals', de Lorde, foi adicionada à popular lista Hipster International, de Sean Parker, no Spotify, presenciamos uma reação imediata em todo o mundo. Seis dias depois, "Royals" estreou no Spotify Viral Chart. As reproduções, então, continuaram a aumentar à medida que o título da faixa espalhava-se pela rede. Este foi o passo fundamental que chamou a atenção e culminou em um incrível álbum de estreia para Lorde.

—Jason Flom, representante da Lava Records, sobre a popularização da canção por meio do serviço Spotify na Internet.
Primeiramente, "Royals" conseguiu resultados favoráveis apenas na Nova Zelândia, onde estreou no topo da parada musical do país em 18 de março de 2013, ficando neste posto por três semanas consecutivas. A faixa foi a mais vendida do ano por uma cantora na nação e a segunda em uma classificação geral. Mais tarde, recebeu o disco de platina sêxtupla da Recorded Music NZ (RMNZ), como recompensa pelas mais de noventa mil cópias vendidas em território neozelandês. De acordo com a revista The Diplomat, o apoio que a canção recebeu da crítica, da audiência em servidores de músicas por streaming, como o Spotify, e o fato de Lorde ser uma cantora completamente desconhecida do público estrangeiro na época fizeram com que a obra se popularizasse fora do território neozelandês.
Nos Estados Unidos, "Royals" obteve resultados bastante favoráveis, trazendo para Lorde alguns feitos e recordes. Nos seus primeiros sete dias de distribuição no país, a música comercializou 85 mil downloads pagos e estreou na 90.ª posição da Billboard Hot 100. Nas semanas seguintes, a obra começou a progredir na tabela. Em 24 de agosto, apresentou um salto da 39.ª posição para a 24.ª, impulsionado por um aumento de 35% em suas vendas em relação à semana anterior. No dia 31 do mesmo mês, "Royals" apresentou outro acréscimo de 39% em suas distribuições e conquistou a 17.ª classificação da supracitada tabela. Sete dias depois, a canção apresentou mais um aumento em suas vendas, desta vez de 35%, ao vender 145 mil unidades, e acumulou 598 mil réplicas distribuídas desde a sua estreia. Durante essas três semanas, "Royals" foi o single que apresentou o maior aumento em suas vendas, um feito que anteriormente só havia sido alcançado entre o final de 2012 e início de 2013 por "I Knew You Were Trouble", de Taylor Swift. Na edição seguinte, o single saltou para o número oito, em decorrência das vendas de mais de 167 mil exemplares, 2.8 milhões de streamings e 57 milhões de execuções em rádios. Durante a edição de 12 de outubro, "Royals" conquistou a liderança da tabela, substituindo "Wrecking Ball", de Miley Cyrus, que se mantivera no topo por duas edições seguidas. A jornalista Aly Weisman, do Business Insider, observou que a apresentação de Lorde no programa Late Night, de Jimmy Fallon, alguns dias antes, ajudou a faixa a propagar-se entre o público estadunidense. A ascensão da canção à primeira posição foi atribuída aos 294 mil downloads realizados naquela semana, aos 6.1 milhões de streamings e a uma audiência de 128 milhões de espectadores em rádios de todos os gêneros. Este acontecimento fez com que Lorde, na época com dezesseis anos e onze meses, se tornasse a artista feminina mais jovem a ficar no pico máximo da Billboard Hot 100 desde a musicista estadunidense Tiffany que, quando também tinha dezesseis anos, ficou no primeiro lugar com "I Think We're Alone Now", em 1987. Além disso, converteu-a na primeira cantora solo neozelandesa a alcançar tal colocação e no mais jovem musicista a conquistar a liderança com uma canção escrita por si, superando Soulja Boy, que o fez com "Crank That (Soulja Boy)", em 2007, aos dezessete anos. No total, "Royals" ficou no topo por nove semanas consecutivas e, consequentemente, estabeleceu o maior período de uma cantora no topo da tabela desde "Call Me Maybe", lançada por Carly Rae Jepsen no ano anterior, e o maior número de edições em que uma artista feminina permaneceu no primeiro lugar em 2013. Além disso, converteu-se no quarto single a ficar por mais tempo na ápice na década de 2010 e, com 23 semanas a ocupar as dez primeiras posições do periódico, tornou-se a faixa com o terceiro maior número de edições no top dez da década, igualando-se às canções "We Found Love", de Rihanna, e novamente "Call Me Maybe". O tema ainda fez de Lorde o artista mais jovem a permanecer oito semanas ou mais na liderança da tabela, algo que só havia sido alcançado anteriormente pelo grupo Kris Kross com a canção "Jump", em 1992, quando os seus integrantes tinham treze anos. Tal período em primeiro lugar também tornou Lorde o artista solo mais jovem a alcançar essa marca desde Mario que, com dezoito anos em 2005, levou "Let Me Love You" ao topo da tabela. O fato de "Royals" ser um single de estreia fez com que a intérprete se juntasse ao time de cantoras como Britney Spears, Katy Perry, Lady Gaga e Kesha, que também conseguiram liderar a principal parada estadunidense com as primeiras músicas de trabalho de suas respectivas carreiras.
Ainda nos Estados Unidos, "Royals" atingiu a primeira posição da Alternative Songs, voltado para melodias alternativas, na qual permaneceu por sete semanas consecutivas, tornando-se o trabalho de uma artista feminina solo a permanecer por mais tempo no topo, quebrando o recorde que pertencia a "You Oughta Know" de Alanis Morissette, que foi número um por cinco semanas em 1995. Simultaneamente, este feito fez ainda de Lorde a primeira cantora em dezessete anos a liderar a Alternative Songs, pois desde Tracy Bonham, em 1996, que uma mulher não atingia o posto máximo dessa parada. O single também se saiu bem na Rock Songs, onde estabeleceu-se na primeira colocação por dezenove semanas interruptas entre setembro de 2013 e inícios de 2014 — o maior número de edições registrado por uma artista feminina e o terceiro no geral —, além de ter sido o mais bem-sucedido ao longo do último ano na Rock Streaming Songs. "Royals" também alcançou o cume na Pop Songs e, com isto, fez de Lorde o terceiro artista mais jovem a atingir o ápice da tabela, atrás apenas de JoJo, que o fez em 2004 com o single "Leave (Get Out)", à época com treze anos, e de Cyrus com "Party In The U.S.A.", em 2009, com dezesseis anos na época. Na Radio Songs, que lista as músicas mais tocadas nas estações radiofônicas do país, o tema fez de Lorde a primeira mulher a colocar um single primeiro lugar desde Ellie Goulding, com "Lights", em agosto de 2012. "Royals" foi a canção com o maior número de reproduções nas rádios do país por seis edições seguidas e permaneceu o mesmo período na liderança da On-Demand Songs, enquanto ocupou o segundo lugar da Streaming Songs, que apresenta as músicas mais escutadas via on-line pelos internautas estadunidenses.
Em 28 de setembro, devido às altas vendas digitais, o tema chegou à extremidade da Digital Songs, que enumera as canções mais compradas virtualmente a cada semana nos Estados Unidos. Com vendas de 307 mil cópias, "Royals" tornou-se o quarto lançamento de uma cantora em estreia a alcançar o topo da tabela e, no total, obteve o maior número de downloads digitais durante cinco semanas não-consecutivas. Em 18 de dezembro, a canção atingiu a marca de quatro milhões de cópias comercializadas em território estadunidense e fez com que Lorde, então com dezessete anos e um mês de idade, se tornasse a mulher mais jovem a ter um single com tais vendas, superando Miley Cyrus, que havia realizado a proeza quando tinha dezessete anos e sete meses com "Party In The U.S.A", em 2010. Com 4,415 milhões de unidades vendidas até o final do ano, "Royals" foi o lançamento feminino mais comprado de 2013 e o quinto em um classificação geral. Até abril de 2014, havia distribuído mais de 5,4 milhões de réplicas no país. Em novembro de 2014, a revista Billboard elegeu "Royals" o oitavo single mais bem-sucedido nas estações radiofônicas e nas lojas virtuais nos anos 2010 no país.
No Canadá, "Royals" estreou na 58.ª colocação da Canadian Hot 100 e nas semanas seguintes experimentou constante ascensão na tabela. Em sua décima segunda semana, a canção alcançou o topo da parada, com mais de 29 mil cópias vendidas na edição datada de 12 de outubro, onde permaneceu por seis semanas consecutivas antes de ser substituída por "The Monster" (2014), do rapper Eminem com Rihanna, em 16 de novembro. No entanto, retornou à liderança no dia 23 do mesmo mês, permanecendo no total sete semanas não-consecutivas na colocação. Ao longo de 2013, o single vendeu mais de 429 mil cópias no país e encerrou o ano como o sexto mais bem-vendido. Mais tarde, a obra foi premiada com seis discos de platina pela Music Canada, em recompensa às mais de 480 mil cópias distribuídas na nação. Na Austrália, onde as vendas da canção foram contabilizas juntamente com as de The Love Club, o conjunto estreou na 39.ª colocação na edição de 7 de abril. Conseguiu alcançar o segundo lugar em 11 de agosto, onde permaneceu por duas semanas seguidas, perdendo a liderança somente para "Wake Me Up!", de Avicii. A faixa também conseguiu desempenhar-se nas tabelas stramings do país, na qual alcançou a primeira posição cinco vezes. Quinto single mais vendido do ano na nação, o trabalho foi posteriormente condecorado com sete discos de platina pela Australian Recording Industry Association (ARIA), por vender mais de 490 mil unidades. Adicionalmente, "Royals" foi a mais executada na Internet por meio de serviços streamings em 2013.
Na Ásia, o material obteve um desempenho moderado. Atingiu a 37.ª posição na Gaon International Singles Chart, na Coreia do Sul, com vendas iniciais de 4 331 cópias. Na sua segunda semana, caiu para a 64.ª, vendendo 2 777 exemplares. Sete dias mais tarde, comercializou outras 3 056 unidades e subiu para o número 56, deixando a tabela na semana seguinte. No Japão, conseguiu o número dezesseis como melhor posição. Na Irlanda, "Royals" fez a sua estreia na terceira colocação da lista da Irish Recorded Music Association (IRMA), em 3 de outubro. Na semana seguinte, subiu para a primeira posição, mas foi substituída por "Wings", de Birdy, sete dias depois. Recuperou o primeiro lugar no dia 24 do mesmo mês, mas foi novamente ultrapassada no dia 31, desta vez por "Story of My Life", de One Direction. No Reino Unido, "Royals" concorria pela primeira posição com "You're Nobody 'Til Somebody Loves You", de James Arthur, mas estava à sua frente por uma diferença de sete mil cópias. Em 27 de outubro, a Official Charts Company (OCC) confirmou a entrada da canção na liderança da UK Singles Charts, devido às vendas de 82 551 unidades. Consequentemente, Lorde tornou-se a artista feminina mais jovem a culminar a tabela britânica desde Billie Piper, que realizou a façanha  com "Because We Want To" em 1998, aos quinze anos de idade. Surpresa com a notícia, Lorde comentou: "Eu estou tão incrivelmente entusiasmada por estar em primeiro lugar nesta semana e muito agradecida a todos os fãs no Reino Unido que compraram 'Royals'!". O single caiu para a segunda posição em sua segunda semana, vendendo outros 59 903 exemplares, e até abril de 2014, havia transportado mais de 470 mil cópias em território britânico. Em agosto, foi condecorado com o certificado de platina da British Phonographic Industry (BPI), por mais de seiscentos mil exemplares distribuídos no país.
Em outras regiões da Europa Continental, o material também experimentou sucesso comercial, alcançando a primeira posição da Euro Digital Songs e qualificando-se entre os dez primeiros lugares em países como a Alemanha, a Dinamarca, a Finlândia, a Hungria, Portugal, entre outros. Na Valônia, região sul da Bélgica, o single entrou no 41.º lugar em 19 de outubro e chegou ao primeiro em 9 de novembro, onde permaneceu por cinco atualizações consecutivas, enquanto que em Flandres, região norte do país, o tema manteve-se apenas uma semana no ápice. Em França, "Royals" realizou a sua entrada na 46.ª classificação da Syndicat National de l'Édition Phonographique (SNEP) e, nas edições seguintes, desempenhou-se entre as cem melhores posições, antes de ascender ao top vinte em sua oitava semana na tabela. O single saltou da 22.ª posição para a 12.ª em 9 de novembro, em decorrência de um aumento de 67% em suas distribuições em relação à semana anterior, que chegaram a mais de quatro mil réplicas transportadas. Sete dias depois, vendeu outras 4 300 e conseguiu o sétimo lugar, até então a sua melhor classificação na tabela. Entre dezembro de 2013 e o início de 2014, "Royals" oscilou entre as vinte primeiras posições da parada, até que em fevereiro de 2014 saltou da 16.ª posição para a quinta devido a um aumento de 61% em suas vendas, que totalizaram 4 200 unidades. A melhor posição alcançada pela canção no país, no entanto, foi o número quatro, no dia 8 do mesmo mês. Até março de 2014, o tema havia vendido mais de oitenta mil unidades em território francês.
Em escala global, "Royals" atingiu o topo das paradas musicais de 45 países e foi o sétimo lançamento da Universal Music mais vendido de 2013, com mais de 6.3 milhões de unidades, sendo o segundo por uma artista feminina, atrás apenas de "Roar", de Katy Perry. Até novembro de 2014, havia vendido mais de dez milhões de cópias em todo o globo, tornando-se um dos singles mais bem-sucedidos do mundo. Segundo Lorde, "Royals" mudou a sua vida, fazendo com que coisas que ela não fazia muito, como passar constantemente por aeroportos, se tornasse normal. A cantora também afirmou que o sucesso da canção afetou um pouco na sua forma de compor, declarando:
| “ | Não tenho muitos processos [para elaborar criatividade e tonalidade], mas eu definitivamente me vi gravando [e escrevendo] sobre o que está acontecendo na minha vida. Você pode ouvir um pouco disso no disco [Pure Heroine]. É como um grande elefante na sala, eu não posso deixar de falar sobre isso, que é uma coisa louca. Adoraria ser uma grande estrela da música pop e escrever uma faixa que fala sobre o quão é intensa sua vida, ao invés de voltar a falar sobre realeza [tema abordado em "Royals"] ou qualquer outra coisa. | ” |

| Tabela musical                                         | Melhor posição |
| ------------------------------------------------------ | -------------- |
| África do Sul (Entertainment Monitoring Africa)        | 3              |
| Albânia (ZA top 5 Singles)                             | 1              |
| Alemanha (Media Control Charts)                        | 8              |
| Austrália (ARIA Charts)                                | 2              |
| Áustria (Ö3 Austria top 40)                            | 2              |
| Bélgica (Ultratop 50 de Flandres)                      | 1              |
| Bélgica (Ultratop 40 da Valônia)                       | 1              |
| Brasil (Brasil Hot 100 Airplay)                        | 20             |
| Bulgária (Bulgarian Association of Music Producers)    | 2              |
| Canadá (Canadian Hot 100)                              | 1              |
| Coreia do Sul (Gaon International Singles Chart)       | 37             |
| Croácia (Hrvatska Diskografska Udruga)                 | 1              |
| Dinamarca (IFPI Dinamarca)                             | 3              |
| Escócia (Scottish Singles and Albums Charts)           | 1              |
| Eslováquia (IFPI República Eslovaca)                   | 4              |
| Espanha (Productores de Música de España)              | 9              |
| Estados Unidos (Billboard Hot 100)                     | 1              |
| Estados Unidos (Mainstream top 40)                     | 1              |
| Estados Unidos (Rock Songs)                            | 1              |
| Estados Unidos (Alternative Songs)                     | 1              |
| Estados Unidos (Heatseekers Songs)                     | 1              |
| Estados Unidos (Adult Pop Songs)                       | 1              |
| Estados Unidos (Pop Songs)                             | 1              |
| Finlândia (IFPI Finlândia)                             | 8              |
| França (Syndicat National de l'Édition Phonographique) | 4              |
| Hungria (Magyar Hanglemezkiadók Szövetsége)            | 10             |
| Irlanda (Irish Singles Chart)                          | 1              |
| Islândia (Tónlist)                                     | 2              |
| Israel (Media Forest)                                  | 1              |
| Itália (Federazione Industria Musicale Italiana)       | 1              |
| Japão (株式会社オリコン)                               | 16             |
| Líbano (The Official Lebanese top 20)                  | 16             |
| Luxemburgo (Luxembourg Digital Songs)                  | 7              |
| México (Mexico Ingles Airplay)                         | 2              |
| Noruega (VG-Lista)                                     | 3              |
| Nova Zelândia (The Official New Zealand Music Chart)   | 1              |
| Países Baixos (MegaCharts)                             | 4              |
| Polônia (Związek Producentów Audio Video)              | 11             |
| Portugal (Portugal Digital Songs)                      | 2              |
| Reino Unido (UK Singles Chart)                         | 1              |
| Chéquia (IFPI Czech Republic)                          | 7              |
| Romênia (Radio Airplay Chart)                          | 3              |
| Suécia (Swedish Recording Industry Association)        | 4              |
| Suíça (Schweizer Hitparade)                            | 3              |
| Ucrânia (ФДР Україна чартах)                           | 11             |
| União Europeia (Euro Digital Songs)                    | 1              |
| Venezuela (Record Report)                              | 1              |

| Região (Certificador)      | Certificação | Vendas      |
| -------------------------- | ------------ | ----------- |
| Alemanha (BVMI)            | Ouro         | 150.000+    |
| Austrália (ARIA)           | 7× Platina   | 490.000+    |
| Bélgica (BEA)              | Ouro         | 15.000+     |
| Canadá (Music Canada)      | 6× Platina   | 480.000+    |
| Dinamarca (IFPI Dinamarca) | Platina      | 2.600.000+  |
| Estados Unidos (RIAA)      | Diamante     | 10.000.000+ |
| Itália (FIMI)              | 2× Platina   | 60.000+     |
| Nova Zelândia (RIANZ)      | 6× Platina   | 90.000+     |
| Reino Unido (BPI)          | Platina      | 600.000+    |
| Suécia (IFPI Suécia)       | 4× Platina   | 160.000+    |
| Suíça (IFPI Schweiz)       | Ouro         | 20.000+     |
| Venezuela (APROFON)        | Platina      | 10.000+     |
| Mundo (IFPI World Chart)   | —            | 10.000.000+ |

## Histórico de lançamento
"Royals" foi inicialmente lançada em novembro de 2012, em sua conta na plataforma SoundCloud, e oficialmente promovida em 8 de março de 2013 na Nova Zelândia e Austrália. O tema também foi comercializado como CD single na Alemanha, na Áustria e na Suíça. Na Itália, também foi lançado em formato de extended play (EP) de edição limitada, contendo diversos remixes.
| País           | Data                   | Formato                    | Gravadora     |
| -------------- | ---------------------- | -------------------------- | ------------- |
| Nova Zelândia  | 8 de março de 2013     | Download digital           | Universal     |
| Austrália      | 8 de março de 2013     | Download digital           | Universal     |
| Estados Unidos | 19 de março de 2013    | Download digital           | Lava/Republic |
| Áustria        | 2 de agosto de 2013    | Download digital           | Universal     |
| Finlândia      | 2 de agosto de 2013    | Download digital           | Universal     |
| Japão          | 2 de agosto de 2013    | Download digital           | Universal     |
| Países Baixos  | 2 de agosto de 2013    | Download digital           | Universal     |
| Espanha        | 5 de agosto de 2013    | Download digital           | Universal     |
| França         | 5 de agosto de 2013    | Download digital           | Universal     |
| Luxemburgo     | 5 de agosto de 2013    | Download digital           | Universal     |
| Portugal       | 5 de agosto de 2013    | Download digital           | Universal     |
| Estados Unidos | 13 de agosto de 2013   | Contemporary Hit Radio     | Lava/Republic |
| Reino Unido    | 20 de outubro de 2014  | Download digital           | Virgin        |
| Itália         | 25 de novembro de 2013 | Extended play (EP) digital | Universal     |
| Alemanha       | 10 de dezembro de 2013 | CD single                  | Universal     |
| Áustria        | 10 de dezembro de 2013 | CD single                  | Universal     |
| Suíça          | 10 de dezembro de 2013 | CD single                  | Universal     |